# Great Grief
Great Grief ist eine 2013 gegründete Hardcore-Band aus Reykjavik.

## Geschichte
Great Grief wurde im Jahr 2013 unter dem Namen Icarus in der isländischen Hauptstadt Reykjavik gegründet. Die Band besteht aus Sänger Finnbogi Örn Einarsson, Gitarrist Gunnar Águst Thoroddsen, Bassist Fannar Már Oddsson und Schlagzeuger Leifur Örn Kaldal Eiríksson.
Ihre Debüt-EP Ascending//Descending erschien im Mai 2013 und wurde von der Band im bandeigenen Heimstudio eingespielt. Gemixt und gemastert wurde das Album von Haukur Hannes. Eine Veröffentlichung auf CD übernahm das deutsche Underground-Label Lifeisafunnything und war auf 200 Einheiten limitiert, während die Vinyl-Ausgabe der EP auf 300 Platten begrenzt war.
Am 9. November des Jahres 2015 änderte die Band ihren Namen in Great Grief. Am 8. November des Jahres 2018 unterschrieb die Band einen weltweit geltenden Plattenvertrag bei No Sleep Records, veröffentlichten mit Ivory (Lie) eine neue Single und kündigten das Debütalbum Love, Lust, and Greed für den 7. Dezember gleichen Jahres an. Auch wurde die Band als Überraschungsgast auf das Iceland Airwaves eingeladen.

## Musik
Die Band spielte zu ihrer Gründungszeit einen instrumentalen Post-Rock, änderte ihre musikalische Ausrichtung allerdings recht schnell in eine härte Musikrichtung.
Die Musik auf der Debüt-EP wie The Chariot, die einen Mittelweg aus Metalcore, Post-Hardcore und zunftigem Chaos gefunden haben. Ab und zu erinnert die Musik auch an Genre-Veteranen Gallows oder an der frickelnden Metalcore-Band Protest the Hero. Dabei schafft es die Band sich zwischen dem Pop-Bombast von Gruppen wie Architects oder Bring Me the Horizon und dem totalen Stumpfsinn zu positionieren.
Auf der Single Ivory (Lie) des Debütalbums Love, Lust, and Greed tritt die Band in die musikalischen Fußstapfen von Geoff Rickleys Arbeiten mit Thursday und United Nations.

## Diskografie
- 2015: Ascending//Descending (EP, Lifeisafunnything)
- 2018: Love, Lust, and Greed (Album, No Sleep Records)